# Aneflomorpha crypta
Aneflomorpha crypta es una especie de escarabajo longicornio del género Aneflomorpha, tribu Elaphidiini, subfamilia Cerambycinae. Fue descrita científicamente por Lingafelter en 2022.

## Descripción
Mide 7-10 milímetros de longitud.

## Distribución
Se distribuye por Estados Unidos.